# Retcon
Retcon är en förkortning för retroactive continuity (retroaktiv kontinuitet/handling), alltså en sorts revisionistisk historieskrivning för fiktiva figurer.
Uttrycket myntades av Roy Thomas i mitten av 1980-talet för att beskriva de omvälvningar som gjorts i bland annat DC Comics superhjälteuniversum, där man ogiltigförklarade femtio års historier till förmån för nya bakgrundshistorier. För vissa figurer (till exempel Stålmannen, vars hela historia rensades bort och där John Byrne anlitades för att hitta på ett nytt ursprung och nya versioner av alla bifigurer och skurkar) var denna förändring mer grundlig än för andra (till exempel Batman, där större delen av de äldre äventyren faktiskt räknades som kanon, med undantag för de som motsade den nya, mörkare inriktningen som etablerats av Frank Miller).
Mindre retcons kan gälla till exempel namnstavningar eller hårfärger. Det kan också handla om ett anpassande av bakgrundshistorien till modernare tider. (Om Spindelmannens barnaår skildras i en serie idag, är det i en värld där hemdatorer och videofilmer har en självklar plats. När serien skapades på 1960-talet var dessa knappt uppfunna.)
Även så kallade "avslöjanden", tidigare okända bakgrundshistorier, är en form av retcon. (Till exempel när en ny historia berättar att Stålmannen och Batman möttes som barn och påverkade varandras livsval.)
I dag används det här uttrycket flitigt bland seriefans för att beskriva fenomenet då en ny författare kommer in på en etablerad serie och sätter sitt bomärke på den genom att vända upp och ner på ett välkänt storyelement eller förklara att en annan författares sejour på serien inte längre gäller. Ett exempel är när Bobby Ewing kommer ut ur duschen i TV-serien "Dallas" efter att ha varit död i en säsong och allt annat som hänt avfärdades som en dröm.
Man kan också välja att starta helt nya versioner av samma serie. Till exempel har Bert-serien skrivits i flera versioner, där det dels finns versioner som utspelar sig på 1980-talet med kassettband, videobandspelare och Sovjetunionen som en del av vardagen, liksom versioner som utspelar sig på 2000-talet, där hemdatorer, internet och mobiltelefon är en självklarhet.